# Bill Goldberg
William Scott "Bill" Goldberg (Tulsa, 27 december 1966), beter bekend als Goldberg, is een  Amerikaans professioneel worstelaar, acteur en voormalig Americanfootballspeler, die als worstelaar, actief was van 2016 tot 2025 in de World Wrestling Entertainment. Goldberg is het meest bekend van zijn tijd bij World Championship Wrestling (WCW) en zijn catchphrase "Who's next?". 
Tijdens zijn periode in WCW, domineerde hij in de jaren 90 en was 173 wedstrijden ongeslagen totdat hij verslagen werd door Kevin Nash. In WCW veroverde hij vier kampioenschappen waarvan een keer het WCW World Heavyweight Championship, twee keer het WCW United States Heavyweight Championship en een keer het WCW World Tag Team Championship. Na zijn vertrek bij WCW, ging hij naar de WWE waar hij een keer het WWE World Heavyweight Championship won. 
Hij werd door de WWE erkend als de eerste ongeslagen wereldkampioen in het geschiedenis van het professioneel worstelen en de eerste worstelaar die de Big Gold Belt-versie heeft gehouden in de WCW en WWE.
Voordat Goldberg een professioneel worstelaar was, was hij een Americanfootballspeler. Na zijn pensionering van het professioneel worstelen, werkte hij voor de mixed martial arts als commentator. Tijdens en na zijn professionele worstelcarrière verscheen Goldberg in verscheidene films en televisieseries.

## Terugkeer WWE 2016 - Wrestlemania 33 (2017)
Goldberg keerde in 2016 terug naar WWE, hij was voor het eerste weer te zien op de RAW-aflevering van 17 oktober 2016. Op 20 november 2016 versloeg hij Brock Lesnar in minder dan anderhalve minuut tijdens Survivor Series 2016. Daarna verdween hij uit beeld, maar op 21 november maakte hij bekend dat hij mee deed aan de Royal Rumble (2017). Goldberg was de 28e deelnemer en deed 3 deelnemers uit de ring voordat hij geëlimineerd werd door The Undertaker. Fastlane (2017) won Goldberg het WWE Universal Championship van Kevin Owens. Op WrestleMania 33 moest Goldberg het WWE Universal Championschip verdedigen tegen Brock Lesnar, maar hij verloor de match en zo werd Lesnar de nieuwe kampioen. Goldberg behield 28 dagen de titel. De dag na Wrestlemania maakte hij op RAW bekend dat hij WWE verliet maar dat hij nog open staat voor een mogelijke terugkeer.
Op 12 juli 2025 had hij zijn afscheidswedstrijd tegen Gunther tijdens Saturday Night's Main Event.

## In het worstelen
- Finishers
  - Jackhammer slam
  - Spear

- Signature moves
  - Double underhook suplex
  - Front powerslam
  - Full nelson slam
  - Kneebar
  - Pumphandle fallaway slam
  - Scoop powerslam
  - Superkick
  - Whiplash

## Prestaties
- Pro Wrestling Illustrated
  - PWI Most Inspirational Wrestler of the Year (1998)
  - PWI Rookie of the Year (1998)

- World Championship Wrestling
  - WCW United States Heavyweight Championship (2 keer)
  - WCW World Heavyweight Championship (1 keer)
  - WCW World Tag Team Championship (1 keer met Bret Hart)

- World Wrestling Entertainment
  - WWE World Heavyweight Championship (1 keer)
  - WWE Universal Championship (2 keer)

- Wrestling Observer Newsletter awards
  - Rookie of the Year (1998)